# Castellnou de Montsec
Castellnou de Montsec es una localidad española del municipio leridano de Sant Esteve de la Sarga, en la comunidad autónoma de Cataluña.

## Historia
Hacia mediados del siglo XIX, el lugar tenía contabilizada una población de 66 habitantes. La localidad aparece descrita en el sexto volumen del Diccionario geográfico-estadístico-histórico de España y sus posesiones de Ultramar de Pascual Madoz de la siguiente manera:

CASTELLNOU DE MONSECH: l. con ayunt. en la prov. de Lérida (15 hor.), part. jud. y oficialato de Tremp (6), aud. terr. y c. g. de Cataluña (Barcelona 42), dióc. de Seo de Urgel: se halla sit. en la cima de una montaña muy elevada: le combaten perfectamente todos los vientos, y el clima aunque algo frio es saludable. Tiene 22 casas reunidas y de un solo piso, y 2 algo separadas, las calles son planas, pero sucias y sin empedrar; la igl (San Esteban Protomartir), es aneja de la parr. de San Esteban de Sarga, cuyo cura párroco viene á celebrar misa todos los dias festivos: este l. es sumamente escaso de aguas, no teniendo otras para sus usos y abrevadero de los ganados, que algunas balsas y fuentecillas bastante apartadas del mismo: en años de mucha sequia sus habitantes tienen precision de ir por ella á larguísimas dist. El térm. se estiende de N. á S. 2 hor. y 1/4, y 1/2 de E. á O.; confinando Nr. Casticen; E. Mur, Meull y Alsina; S. San Esteban de la Sarga, y O. con el mismo y Torre de Amargos: el terreno compuesto en su mayor parte de la montana de Monsech, roturada en varios puntos, es árido y pedregoso, teniendo precision los hab. de esta pobl. de artigar grandes trozos de este, que á los cuatro ó cinco años tienen que abandonar por su esterilidad para roturar otros nuevos: no se encuentran en el bosques arbolados; pero tiene en el monte comun algunos robles y pocas encinas, con algunos árboles frutales en tierras de cultivo: en este terr. se crian ricas yerbas de pasto para ganados, cuya principal riqueza ha quedado casi destruida en la última guerrra civil, con la pérdida del ganado; resultando de aqui una gran miseria por la falta de esta, que ha ocasionado el abandono de tierras que antes se cultivaron. prod.: trigo, centeno, avena, poco vino y malo y patatas; en años de abundantes lluvias se cogen tambien algunas judias; se cria un poco de ganado lanar y cabrio, y se mantiene el vacuno indispensable para la labranza. pobl.: 11 vec., 66 alm. cap. imp.: 21,309 rs. contr.: el 14,28 por 100 de esta riqueza.
(Madoz, 1847, p. 108)

Hacia la década de 1850 el municipio de Castellnou de Monsech desapareció, al ser absorbido por el de Alsamora.

## Patrimonio
En la localidad hay una iglesia bajo la advocación de San Esteban Protomártir.